# Plutărit
Plutăritul este o ocupație tradițională ce constă în transportarea lemnelor din exploatațiile forestiere legate în plute, pe cursurile de apă, de la munte la șes.
O ocupație veche de sute de ani, plutăritul a rămas doar în amintirea sătenilor din localitățile de pe văile Bistriței, cât și pe celelalte ape curgătoare din țară. Această activitate începea încă din luna martie, odată cu topirea ghețurilor și ținea până la începutul lunii noiembrie, când venea frigul, iar apele înghețau. 
Plutele erau alcătuite din două, până la trei table distincte, legate între ele cu sârmă. O tablă era formată din 20-30 de bușteni. Tabla care plutea în față se numea buzar, ultima codar, iar cele intermediare se numeau mijlocare. 
Plutașii erau cei care confecționau plutele și le conduceau pe Bistrița și pe afluenții săi și pe Siret. 
Când debitul râului era mic se făceau închizături sau baraje, în spatele cărora se strângea apa. Acestea se numeau haituri în Moldova și dugașuri în Transilvania. Când se dădea drumul haitului, lemnele coborau cu viteză. 
De regulă la o plută lucrau doi oameni, care apoi o și transportau. O plută avea un cârmaci, care conducea și un dălcăuș, un tânăr care îi dădea ajutor. Exista un dragoman (termen turcesc), care dădea în primire pluta, la plecare, și un altul care o lua în primire la destinație. 
Plutașii își aveau semnele lor, pe care le crestau pe lemnele plutei, constituind semne de cunoaștere și în unele cazuri de proprietate.
În Transilvania, Mureșul era râul principal de plutit. Coborau pe ele plute de bușteni și de cherestea pentru negustorii de lemn din Reghinul Săsesc. Pe aceste plute se mai puneau uneori și bolovani de sare și grâne. O caracteristică principală a plutăritului pe Mureș era transportul caselor de bârne: în regiunea Gheorghienilor erau meșteri specializați în construcția de asemenea case. 
În Muntenia plutăritul se practica pe Olt, unde buștenii erau tăiați în fierăstraie și gatere.
Țările Românești furnizau cea mai mare parte din lemn Istanbulului, pentru vasele flotei și construcții civile.
Pe Bistrița Aurie negustorii transportau lemne până la Galați și Chilia, necesar pentru construcții de corăbii. Se transportau lemne (molid, brad) cu greutate volumică mai mică decât a apei, dar și lemele de foc (fag, stejar), după ce erau uscate jumate de an. Dacă, la jumătatea secolului al XIX-lea, plutăritul pe Bistrița era plin de riscuri din cauza stâncilor și neregularizării cursului de apă, după 1885 au loc importante lucrări de amenajare, iar după 1918 plutăritul pe Bistrița a devenit și mai eficient, un drum de la Vatra Dornei la Galați fiind parcurs pe plute în 10 zile.
În prezent, plutăritul a rămas un meșteșug peste care s-a așternut uitarea. Datorită introducerii tehnicii noi prin construirea hidrocentralei de la Bicaz, plutele s-au oprit aici, pe lacul de acumulare și nu au mai putut coborî pe Bistrița de vale și pe Siret. Același lucru pe Olt și pe Mureș, unde hidrocentralele au pus capăt, de asemenea plutăritului.